# Vika Jigulina
Victoria Corneva (Cahul, 18 februari 1986), beter bekend onder haar artiestennaam Vika Jigulina, is een Roemeens zangeres, dj en muziekproducente. Ze bereikte in 2009 de nummer 1-positie in verschillende Europese landen, waaronder Nederland met het nummer Stereo Love, een samenwerking met Edward Maya.

## Achtergrond
Corneva werd geboren in de Moldavische stad Cahul (toentertijd Sovjet-Unie) uit een Russische vader en een Roemeense moeder. In 2000 verhuisde het gezin naar Timișoara, Roemenië, waar ze ook aan de muziekschool ging studeren. In 2010 verkreeg Corneva de Roemeense nationaliteit.

## Carrière
Na de verhuizing naar Roemenië trad Corneva regelmatig op in clubs in Timișoara en later ook in hoofdstad Boekarest. Ze nam ook de artiesttennaam Vika Jigulina aan. Bovendien had ze een wekelijkse show op Radio Deea en later op VIBE FM, waardoor ze landelijke bekendheid kreeg.
Dit bleef niet onopgemerkt bij de Roemeense muziekproducent Edward Maya, die haar benaderde voor een samenwerking. Hun zomerhit Stereo Love kwam in 2009 uit en bereikte de hitlijsten in meerdere Europese landen en belandde onder andere in Nederland op nummer 1. In België bleef het nummer steken op plek 7. Naderhand werkte Jigulina nog samen met Maya voor de nummers This is my life, Desert rain, Mono in love, Love of my life en Be free. In 2012 kwam haar eerste solonummer uit, getiteld Memories. In datzelfde jaar stond ze in de Roemeense Playboy.

## Discografie

### Singles
| Single met eventuele hitnotering(en) in de Nederlandse Top 40 | Datum van verschijnen | Datum van binnenkomst | Hoogste positie | Aantal weken | Opmerkingen                                |
| ------------------------------------------------------------- | --------------------- | --------------------- | --------------- | ------------ | ------------------------------------------ |
| Stereo Love                                                   | 2009                  | 26-09-2009            | 1               | 17           | #5 in de Single Top 100 / met Edward Maya  |
| This is my life                                               | 2010                  | 23-01-2010            | 24              | 7            | #42 in de Single Top 100 / met Edward Maya |

| Single met hitnotering(en) in de Vlaamse Ultratop 50 | Datum van verschijnen | Datum van binnenkomst | Hoogste positie | Aantal weken | Opmerkingen     |
| ---------------------------------------------------- | --------------------- | --------------------- | --------------- | ------------ | --------------- |
| Stereo Love                                          | 2009                  | 21-11-2009            | 7               | 25           | met Edward Maya |